# Monroe (Wisconsin, Adams megye)
Monroe város az USA Wisconsin államában, Adams megyében. Lakosainak száma 391 fő (2020. április 1.).

## Népesség
A település népességének változása:

| 2010 | 398 |
| 2020 | 391 |